# Fiamma olimpica dei VII Giochi olimpici invernali
La fiamma olimpica dei VII Giochi olimpici invernali venne accesa a Roma, il 22 gennaio 1956, anziché con la solita cerimonia rituale ad Olimpia in Grecia che precede ogni edizione delle Olimpiadi, e viaggiò sulle torce progettate da Ralph Lavers e prodotte dalla E.M.I. Factories Ltd, High Dury Alloys Ltd., attraverso una staffetta lungo le strade del Veneto, fino a giungere allo Stadio Olimpico del Ghiaccio di Cortina d'Ampezzo il 26 gennaio 1956, giorno della cerimonia di apertura dei Giochi, quando l'ultimo tedoforo Guido Caroli con la sua torcia accese il braciere olimpico, che rimase ardente fino al 5 febbraio, giornata conclusiva della manifestazione.

## Torcia

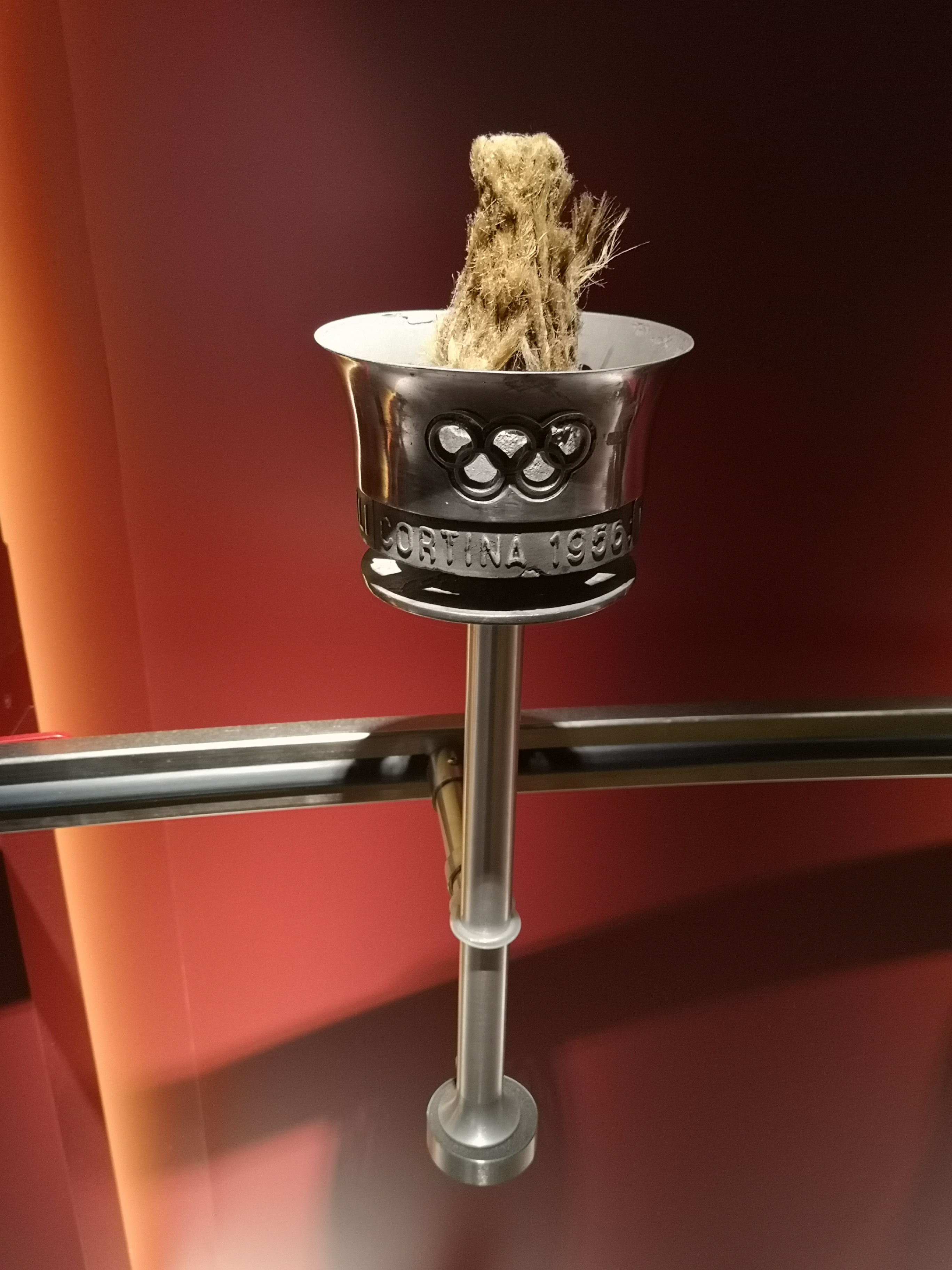
Una copia della torcia olimpica di Cortina 1956, esposta al museo olimpico di Losanna.

La torcia olimpica fu progettata da Ralph Lavers e prodotta dalla E.M.I. Factories Ltd, High Dury Alloys Ltd, basandola sui modelli di quelle che vennero utilizzate per i Giochi estivi di Londra 1948 e di Melbourne 1956.
Realizzata in metallo argentato (alluminio pressofuso), per una lunghezza totale di 47 cm, nella parte superiore corrispondeva al piccolo braciere e venne rivestita in magnesio per resistere alle temperature create dalla fiamma, quest'ultima alimentata da stoppini intrisi di resine vegetali aventi autonomia di quindici minuti (a fronte del tempo stimato in cinque minuti per ciascuna staffetta).
Rispetto alle torce dei Giochi estivi del 1948 e del 1956, era modificata l'iscrizione che riportava la dicitura "VII Giochi Invernali Cortina 1956", con i cerchi olimpici incisi sulla parte superiore della stessa.

## Staffetta

### Organizzatori
Il CONI nominò una commissione per l'organizzazione della staffetta olimpica, presieduta dal commendator Emanuele Bianchi con Mario Vivaldi segretario, e composta anche da Nello Ciampi, Sisto Favre, Alfredo Langellotti e Raffaele Ruggeri.
Appena nominata la commissione procedette nell'organizzare la staffetta della fiamma olimpica, con le seguenti direttive del CONI: il percorso doveva partire dalla capitale d'Italia, con il tragitto Roma-Ciampino in auto, Ciampino-Venezia in aereo, Venezia-Zuel a piedi e Zuel-Rifugio Duca d'Aosta in sci.

### Tedofori
Il primo tedoforo, a Roma, fu l'atleta italiano Adolfo Consolini (medaglia d'oro a Londra 1948 e d'argento a Helsinki 1952) mentre l'ultimo, che accese il braciere allo Stadio Olimpico del Ghiaccio, fu il pattinatore di velocità su ghiaccio italiano Guido Caroli.
Tra i tedofori italiani famosi vi furono gli sciatori alpini Zeno Colò e Severino Menardi; i fondisti Vincenzo Colli ed Enrico Colli; il marciatore Pino Dordoni; il pattinatore di velocità Guido Citterio; l'alpinista Lino Lacedelli.

### Frazioni
Ogni frazione a piedi (da Mestre fino a Zuel) ebbe un percorso di 1000 m nei tratti pianeggianti e di 500 m/700 m nei tratti in salita, da effettuarsi nel tempo massimo di cinque minuti.
La fiaccola fu scortata sempre da una autovettura con a bordo il fuoco di riserva, che venne utilizzato in una sola occasione.

### Percorso

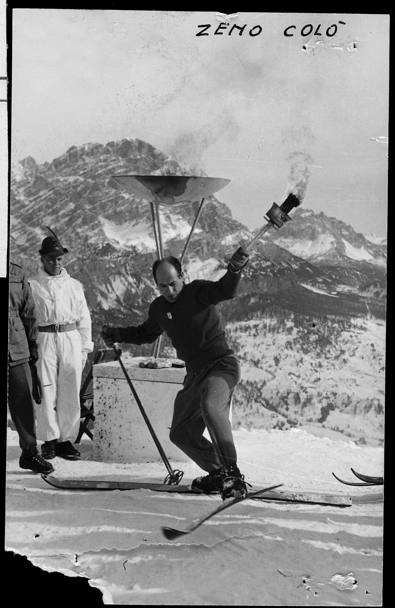
Zeno Colò con la torcia olimpica di Cortina 1956.

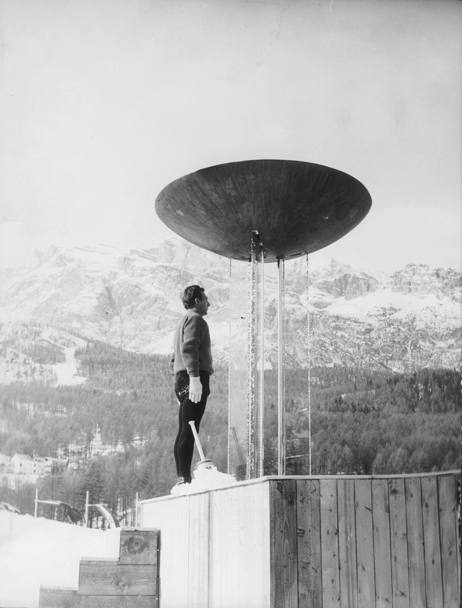
Guido Caroli mentre accende il braciere olimpico.

Per i Giochi di Cortina la fiamma non venne accesa come da tradizione a Olimpia, in Grecia, ma bensì a Roma il 22 gennaio 1956 sulle scale del Campidoglio, nel luogo che fu la sede del Tempio Capitolino di Giove e nella città che era stata da poco tempo scelta come sede dei Giochi estivi del 1960. La cerimonia si svolse alla presenza del presidente del Consiglio dei ministri italiano Antonio Segni, del sindaco di Roma Salvatore Rebecchini e di quello di Cortina d'Ampezzo Mario Rimoldi, del presidente del CONI Giulio Onesti e di numerose autorità civili, militari e religiose. Dapprima trasportata su un braciere sulle scale del Palazzo Senatorio e davanti la Basilica di Santa Maria in Aracoeli, con primo tedoforo il discobolo italiano Adolfo Consolini, successivamente la fiaccola, trasportata a piedi dal secondo tedoforo Pino Dordoni, raggiunse l'Altare della patria e da lì in auto l'Aeroporto di Ciampino alla volta di Venezia scortata da cento motociclisti nel percorso sulle strade della capitale. La fiaccola sostò tutta la notte in un tripode appositamente realizzato all'interno dell'aeroscalo, in attesa dell'imbarco su di un aereo militare alle ore 11 della mattina successiva.
Raggiunto il capoluogo veneto nelle giornata del 23 gennaio, dopo una cerimonia in piazza San Marco la fiaccola fu trasportata in gondola fino a Mestre, passando tra l'altro attraverso il Canal Grande. Da Mestre il tragitto della staffetta fu a piedi (con la prima frazione effettuata però su pattini a rotelle) fino a Zuel, frazione di Cortina, dopo un passaggio sulle strade di Treviso e Belluno, dove si calcola che furono presenti ad assistere circa cinquantamila persone e dove sostò la torcia nelle notti rispettivamente del 23 e del 24 gennaio.
Da Zuel, dove la torcia arrivò alle ore 5.30 del mattino, il percorso della torcia proseguì in sci fino alla località Rifugio Duca d'Aosta, portata da una pattuglia di sciatori alpini, sostandovi nella notte tra il 25 e il 26 gennaio anche in questo caso su un tripode appositamente acceso. La mattina successiva la torcia venne riaccesa e consegnata a Zeno Colò, che discese la pista olimpica in un percorso illuminato da razzi e raggiungendo la città dei Giochi, nella quale gli ultimi tedofori (Severino Menardi, Vincenzo ed Enrico Colli, Guido Citterio, Lino Lacedelli) percorsero la strada centrale fino a raggiungere lo Stadio Olimpico del Ghiaccio dove Guido Caroli, ultimo tedoforo, effettuò un giro completo del campo di pattinaggio, sul quale erano già schierate le nazioni e gli atleti partecipanti ai Giochi, ed accese il tripode olimpico, attorniato da otto araldi in costumi medievali. Tra l'altro, nel giro di pista prima dell'accensione del braciere, Caroli inciampò su un cavo, del quale non gli era stata avvisata la collocazione sulla stessa pista, ma il tedoforo pattinatore, cadendo, riuscì nell'impresa di non far spegnere la torcia.
Riepilogo delle principali località attraversate dal percorso della staffetta
| Data            | Località |
| --------------- | --- |
| 22 gennaio 1956 | Roma (cerimonia), Ciampino (sosta notturna in aeroporto)                                                                |
| 23 gennaio 1956 | Ciampino (in aereo), Venezia (cerimonia e in gondola), Mestre (in parte su pattini a rotelle), Treviso (sosta notturna) |
| 24 gennaio 1956 | Treviso, Belluno (sosta notturna)                                                                                       |
| 25 gennaio 1956 | Belluno, Zuel (in sci), Rifugio Duca d'Aosta (sosta notturna)                                                           |
| 26 gennaio 1956 | Rifugio Duca d'Aosta (in sci), Cortina d'Ampezzo (Cerimonia di inaugurazione allo stadio Olimpico del Ghiaccio)         |

## Braciere

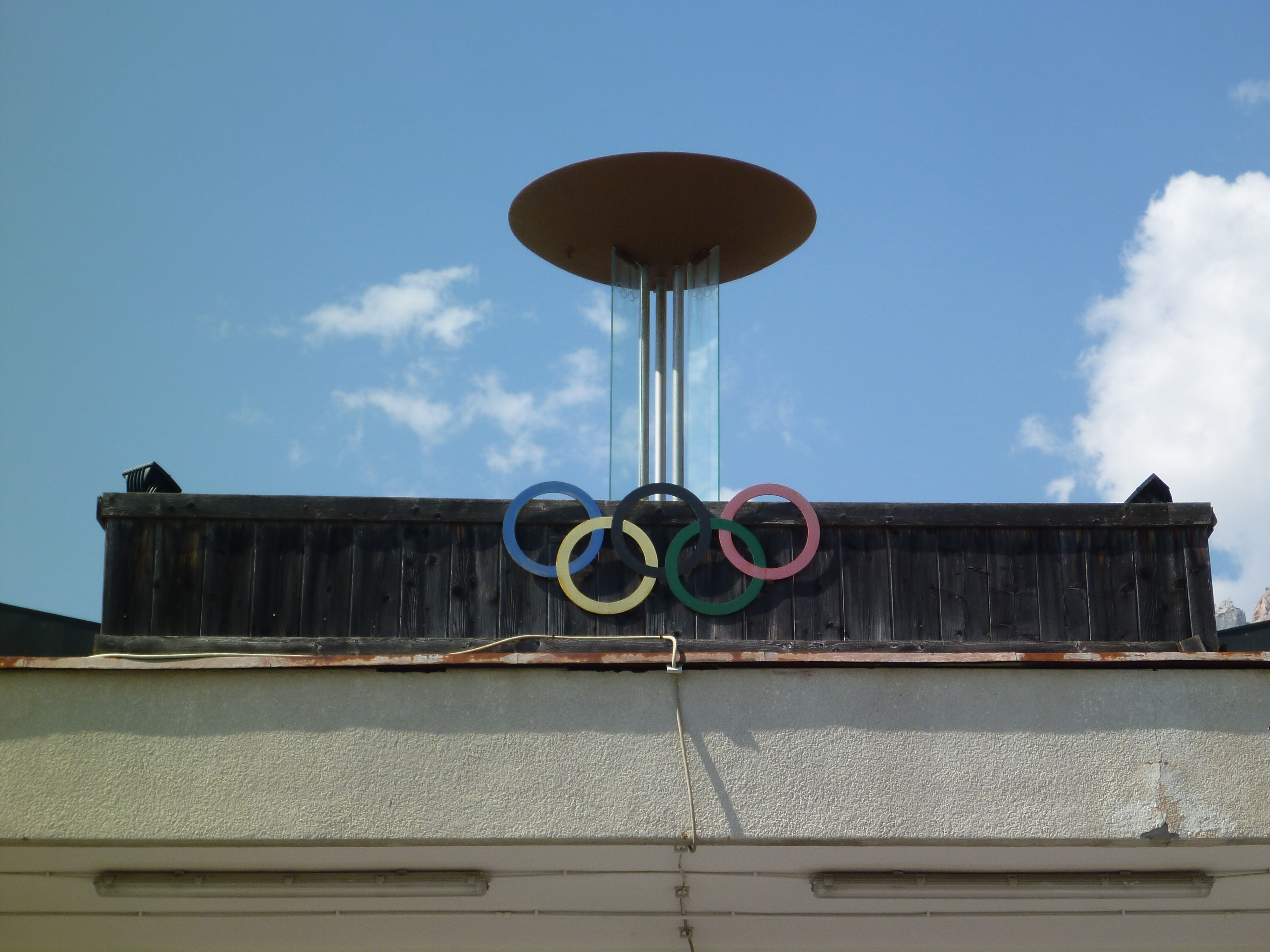
Il braciere olimpico di Cortina 1956, in una immagine del 2013.

Il braciere olimpico acceso da Guido Caroli durante la cerimonia d'apertura, e rimasto tale per tutta la durata dei Giochi, era collocato nello Stadio Olimpico del Ghiaccio, dal lato della pista opposto rispetto alle tribune e posizionato su di un palco in legno nel quale vi erano anche il podio per la premiazione degli atleti e le aste con le bandiere delle nazioni partecipanti all'evento. Il braciere era formato da un semplice tripode, che non venne smantellato a Giochi conclusi ed è rimasto nella sua collocazione originaria anche a seguito dei lavori di ristrutturazione dell'impianto, avvenuti nei decenni successivi ai Giochi.